# Z no Chikai
Z no Chikai (「Z」の誓い) é o 15º single do grupo ídolo japonês Momoiro Clover Z, que foi lançado em 29 de abril de 2015. A faixa principal do álbum também foi o tema musical do filme Dragon Ball Z: Fukkatsu no F.

## Detalhes
"Z no Chikai" foi o tema musical do filme Dragon Ball Z: O Renascimento de F da franquia Dragon Ball Z, onde as integrantes do grupo Momoiro Clover Z interpretaram os "Anjos do Inferno".
O single foi lançado em duas versões, a Edição "F" (『F』盤) e a Edição "Z" (『Z』盤). A Edição "F", incluiu duas faixas e suas versões instrumentais, um disco blu-ray com o clipe da faixa principal e uma capa em que as integrantes estão vestidas como Freeza, enquanto a contra-capa mostra as mesmas integrantes com roupas de guerreiros. A Edição "Z" traz um cover de "Cha-La Head-Cha-La" de Hironobu Kageyama, que foi abertura do anime Dragon Ball Z, para além de sua versão instrumental em adição as faixas anteriores, com a capa e contra-capa no mesmo estilo de animação da Toei Animation.
Uma versão curta da música foi incluída na banda sonora original de Dragon Ball Z: Fukkatsu no F que será lançada em 8 de Maio de 2015 pela Evil Line. Em 22 de Abril, uma semana antes do lançamento, o canal oficial do grupo liberou no YouTube uma versão curta da PV. A versão completa foi liberada na semana seguinte, em 1 de Maio. Uma versão em inglês da canção também foi gravada. Kanako Momota afirmou que a tradução para o inglês teve que ser transliterada ao katakana, de modo que as integrantes pudessem cantar.

## Faixas

### Edição "F"
CD
1. Z no Chikai
2. Romantic Kongaragatteru
3. Z no Chikai (Karaokê)
4. Romanrtic Kongaragatteru (Karaokê)

DVD/BD
1. Z no Chikai (Teledisco)

### Edição "Z"
1. Z no Chikai
2. Romantic Kongaragatteru
3. Cha-La-Head-Cha-La
4. Z no Chikai (Karaokê)
5. Romantic Kongaragatteru (Karaokê)
6. Cha-La-Head-Cha-La (Karaokê)

## Desempenho nas paradas musicais
| Parada musical (2015)        | Melhor posição |
| ---------------------------- | -------------- |
| Japão (Weekly Singles Chart) | 4              |
| Japão (Japan Hot 100)        | 5              |